# 리스폰 엔터테인먼트
리스폰 엔터테인먼트(Respawn Entertainment)는 제이슨 웨스트와 빈스 잠펠라가 설립한 미국의 비디오 게임 개발 스튜디오이다. 웨스트와 잠펠라는 한때 인피니티 워드를 공동 설립하여 콜 오브 듀티 시리즈를 개발한 적이 있으며 여기서 2010년까지 개발을 맡았었다. 이 스튜디오는 2014년 데뷔한 타이탄폴이라는 1인칭 슈팅 시리즈를 개발했다. 리스폰은 2017년 12월 1일 일렉트로닉 아츠에 인수되었다. 이 스튜디오는 2019년 11월 출시된 액션 어드벤처 게임 스타워즈 제다이: 오더의 몰락과 2019년 2월 4일 출시된 배틀로얄 게임 에이펙스 레전드를 개발했다.

## 개발한 게임
- 타이탄폴 (비디오 게임)
- 타이탄폴 2
- 타이탄폴: 어썰트
- 에이펙스 레전드
- 스타워즈 제다이: 오더의 몰락
- 메달 오브 아너: 어보브 앤 비욘드
- 스타워즈 제다이: 오더의 몰락